# Harmonie (roman)
Pour les articles homonymes, voir Harmonie.
Harmonie (ハーモニー, Hāmonī) est un roman japonais de science-fiction de Project Itoh (pseudonyme de Satoshi Itoh), publié le 18 décembre 2008 par Hayakawa Publishing (en). Il est édité en France le 17 juillet 2013 par Panini.
Il est par la suite adapté en film d'animation japonais sorti en 2015, produit par Studio 4°C et réalisé par Ryōtarō Makihara. Cette adaptation fait partie d'un projet le regroupant avec d'autres films The Empire of Corpses (2015) et Genocidal Organ (2017) également adaptés d'œuvres de Project Itoh.
Il a également droit à une adaptation en manga illustrée par Minato Fumi et publiée en France par Pika Édition.

## Synopsis
Dans un monde futuriste qui a survécu à un cataclysme nucléaire appelé « Maelstrom » et les différentes guerres civiles qui ont suivies, l'humanité a fondé une société utopiste où le bien-être de chacun est devenu la priorité absolue. En effet, la société est contrôlée par « l'Administration » et sa nanotechnologie médicale appelée « WatchMe », utilisée pour protéger et allonger l'espérance de vie.
Au Japon, trois jeunes femmes, Cian Reikado, Miach Mihie et Tuan Kirie, le personnage principal, rejettent cette supposée « utopie » dépourvue de toute véritable autonomie personnelle et tentent de se suicider ensemble, commettant ainsi le crime de rejeter la vie elle-même. Alors que Miach réussit sa tentative, Tuan et Cian vont y échapper.
Treize ans plus tard, Tuan travaille comme enquêteuse pour l'OMS (Organisation mondiale de la santé), mais toutefois en essayant de garder sa propre autonomie. Lorsqu'elle retrouve son ami Cian et qu'elles se souviennent de leur suicide mutuel et de la perte de Miach, des événements surviennent qui obligeront une fois de plus Tuan à remettre en question le monde qui l'entoure et lui permettront de découvrir la vérité derrière ce monde « parfait ».

## Adaptation en film d'animation

### Production
L'adaptation en film d'animation, réalisée par Michael Arias et Nakamura Takashi et produit par Studio 4°C, devait sortir le 13 novembre 2015 mais a finalement été repoussé pour le 4 décembre 2015,.

### Doublage

#### Voix originales
- Miyuki Sawashiro : Tuan Kirie
- Reina Ueda : Miach Mihie
- Aya Suzaki (en) : Cian Reikado
- Yoshiko Sakakibara : Os Cara Stauffenberg
- Shin-ichiro Miki : Elijah Vashlov
- Chō (en) : Keita Saeki
- Junpei Morita (en) : Nuada Kirie
- Akeno Watanabe : Gabrielle Étaín
- Atsushi Ono (en) : Uwe Woll
- Chiaki Mori (ja) : Reiko Mihie

#### Voix françaises
- Célia Torrens : Tuan Kirie
- Lola Grosdemange : Miach Mihie
- Audrey Di Nardo : Cian Reikado
- Emmanuelle Tonerieux : Os Cara Stauffenberg
- Fabrice Colombéro : Elijah Vashlov
- Franck Fischer : Nuada Kirie
- Antoine Dumond : Uwe Woll
- Colette Keifer : Reiko Mihie

## Adaptation en manga
Une adaptation en manga commence à être publiée dans le magazine Monthly Newtype de Kadokawa à partir de avril 2015 avant d'être transféré dans le site Newtype en 2016. Le dernier chapitre est publié le 10 juin 2019 pour un total de 34 chapitres. Le premier tome est publié le 26 mars 2016 et le dernier, le 9 novembre 2019 donnant un total de 4 tomes pour la série,.
En France, la série est publiée par Pika Édition avec le premier tome sorti le 3 juillet 2019 et le dernier sorti le 17 février 2021.

### Liste des volumes
| no | Japonais        | Japonais          | Français          | Français          |
| no | Date de sortie  | ISBN              | Date de sortie    | ISBN              |
| -- | --------------- | ----------------- | ----------------- | ----------------- |
| 1  | 26 mars 2016    | 978-4-04-104068-3 | 3 juillet 2019    | 978-2-81-163907-5 |
| 2  | 25 février 2017 | 978-4-04-105478-9 | 18 septembre 2019 | 978-2-81-164985-2 |
| 3  | 9 novembre 2019 | 978-4-04-108665-0 | 9 décembre 2020   | 978-2-81-165239-5 |
| 4  | 9 novembre 2019 | 978-4-04-108666-7 | 17 février 2021   | 978-2-81-165461-0 |

## Œuvres
Édition japonaise
1. 1 2  (ja) « ハーモニー（１） », sur Kadokawa (consulté le 26 décembre 2021)
2. 1 2  (ja) « ハーモニー（２） », sur Kadokawa (consulté le 26 décembre 2021)
3. 1 2  (ja) « ハーモニー（３） », sur Kadokawa (consulté le 26 décembre 2021)
4. 1 2  (ja) « ハーモニー（４） », sur Kadokawa (consulté le 26 décembre 2021)

Édition française
1. 1 2  (ja) « <harmony/> Vol. 1 », sur nautiljon (consulté le 26 décembre 2021)
2. 1 2  (ja) « <harmony/> Vol. 2 », sur nautiljon (consulté le 26 décembre 2021)
3. 1 2  (ja) « <harmony/> Vol. 3 », sur nautiljon (consulté le 26 décembre 2021)
4. 1 2  (ja) « <harmony/> Vol. 4 », sur nautiljon (consulté le 26 décembre 2021)